# Emmanuel-Joseph Bailly de Surcy
Emmanuel-Joseph Bailly de Surcy (1794-1861) est un imprimeur et journaliste français. Il joue un rôle actif dans le renouveau catholique en France au XIXe siècle. Doté d'une réelle vocation pédagogique, il consacre sa vie au militantisme catholique.

## Biographie
Emmanuel-Joseph Bailly, dit Bailly de Surcy, nait à Brias dans le Pas-de-Calais le 8 mars 1794 (18 ventôse an II) dans une famille très catholique. Il est le fils de Joseph-André Bailly, cabaretier en 1794, instituteur à Brias en 1822, cultivateur en 1830, et de Reine Fauquennoy. Pendant la Révolution française, les manuscrits de Vincent de Paul, fondateur des Filles de la charité de Saint Vincent de Paul, et une partie de ses reliques sont confiées au père d'Emmanuel.
Il est l'élève pendant un an du collège Saint-Acheul d'Amiens. Il envisage de devenir prêtre et entre en 1815 au séminaire d'Amiens, y étudie la théologie, mais les formateurs doutent de sa vocation à devenir membre du clergé. Il postule alors chez les Lazaristes, choisis par son frère Ferdinand. Ceux-ci l'envoient enseigner au petit séminaire de Soissons. L'expérience ne dure qu'un an : il abandonne définitivement l'idée de devenir religieux mais y découvre le métier de pédagogue par lequel il commence sa carrière. Il aurait étudié la philosophie chez les Jésuites.
En 1818, à 24 ans , il va à Paris où il s'installe.
Emmanuel Bailly de Surcy, domicilié à Paris 13, rue de l'Estrapade, prend pour femme le 22 juillet 1830, à 36 ans, Apolline-Marie-Sidonie Vrayet de Surcy (1805-1870), à Berteaucourt-les-Thennes, dans la Somme. Le jour de son mariage, il est dit président de la Société des bonnes études et homme de lettres. Sur la demande son beau-père, et afin que le nom survive, il ajoute le nom de Surcy au sien.
Le couple va avoir six enfants, deux prêtres, deux religieuses, deux célibataires, dont Marie-Adrienne, carmélite, Marie (1837-1906), supérieure générale de la congrégation de Sainte-Clotilde, Emmanuel Bailly, troisième Supérieur Général (1903-1917) des Augustins de l'Assomption, et Vincent de Paul Bailly, religieux et journaliste, fondateur des périodiques Le Pèlerin en 1873 puis La Croix en 1880 dans le cadre de la centrale catholique de la Bonne Presse.
Emmanuel Bailly de Surcy vit des dernières années difficiles : sa santé est sérieusement ébranlée, ses affaires en grande difficulté.
II meurt le 12 avril 1861 à Paris, à l'âge de 67 ans. Il est d'abord enterré au cimetière du Montparnasse, mais son épouse obtient que sa dépouille soit transférée pour être admise dans le caveau familial situé à Berteaucourt-les-Thennes, lieu de leur mariage.

## Pédagogue
En 1818, il vient s'installer à Paris, 7, rue Cassette où il assure le préceptorat de deux jeunes gens. Il se veut guide spirituel laïc. Bailly de Surcy se donne l'objectif d'assurer la défense « du trône et de l'autel».
En 1819, il fonde à cette adresse une sorte de pension de famille, où il accueille les étudiants provinciaux isolés à Paris, leur assure le gîte et le couvert, et dirige leurs études. En 1821, il s'associe à un ancien condisciple, Georges-Marin Lévêque, pour tenir une pension pour étudiants rue Saint-Dominique d'Enfer, puis place de l'Estrapade. Lévêque prend en charge l'organisation matérielle, Bailly dirige les études et les conférences. On cite parmi les élèves accueillis au fil des années Frédéric Ozanam, Melchior du Lac, Levavasseur, Emmanuel D'alzon, et même Charles Baudelaire. La pension Bailly, place de l'Estrapade, coûte 1 920 francs par an en 1827 ce qui représente une somme notable, seulement accessible  à une catégorie d'étudiants disposant de moyens appréciables. Les familles catholiques de province préfèrent en effet confier leurs enfants à des institutions bien pensantes de ce genre. Emmanuel Bailly de Surcy reçoit au maximum 30 pensionnaires en même temps, limité par le nombre de chambres qu'il peut mettre à disposition, 15 à 20, soit individuelles soit pour deux personnes
Bailly de Surcy agit en ayant à l'esprit l'idée de communauté rayonnante : un petit nombre de personnes pouvant dispenser les bonnes idées à un public élargi, afin de faire progresser la bonne parole de proche en proche. De la même manière, les conférences d'histoire, de philosophie, de lettres créées ultérieurement doivent concourir à former les futurs élites, propres à assurer les premières fonctions dans la société, tout en défendant et propageant le foi chrétienne.
Avec les étudiants et pour eux, Bailly de Surcy organise en 1821 une Société des Études Littéraires, sorte d'université « au petit pied », à tendances catholiques et conservatrices. Sont organisées des soirées où ses pensionnaires peuvent inviter leurs amis. On y retrouve Henri Lacordaire, Louis de Carné, Edmond de Cazalès, Charles Lenormant, Hippolyte Fortoul, etc.. Dans le même objectif, Bailly de Surcy crée en 1823 une conférence de droit, où les étudiants en droit pensionnaires chez lui, plaident des causes fictives dans une pièce transformée en salle de tribunal et en 1827 il met en place une conférence d'histoire. De sept auditeurs en 1819, on passe à 33 en 1821, dont un tiers seulement sont pensionnaires chez Bailly de Surcy.
Le nombre de membres actifs est volontairement limité à 40. On ne peut le devenir qu'en étant présenté par deux membres actifs qui répondent du candidat. Celui-ci doit fournir un travail (lecture d'un texte rédigé par le membre sur un sujet philosophique ou religieux ou littéraire, rapport sur un ouvrage, participation aux discussions) qui est étudié par une commission. La décision d'admission ou de rejet est prise après avoir entendu le rapport effectué sur le dit travail. Le membre se doit d'être assidu et doit réaliser régulièrement de telles tâches.
Affilié à La Congrégation, association catholique proche du pouvoir, depuis le 9 avril 1820, il dirige les études de ses protégés dans le sens de cette société et le 10 octobre 1825, il fusionne son groupe d'élèves avec la Société des Bonnes Études, créée par la Congrégation en 1823, tout en gardant son indépendance. De ce fait, il peut changer de local pour domicilier son groupe au 11-13 de la rue de l'Estrapade, ou au 11, rue des Fossés Saint-Jacques, adresse également parfois donnée. Les pensions Lévêque et Bailly, dont les élèves encadrés et surveillés obtiennent de meilleurs résultats aux examens, deviennent l'internat de la Société des Bonnes Études, qui reste un foyer, un externat. En 1827, l'osmose avec les Bonnes Études s'accomplit lorsque Bailly de Surcy devient le président de l'ensemble et assure le sérieux et la solidité de l'œuvre. En 1829, Bailly rachète la pension de Jean-Baptiste Poujol située rue d'Enfer.
À la même époque, il est reçu membre de la Société des Bonnes Œuvres, où il préside la section « Visite des hôpitaux ». Il encourage les étudiants à effecteur des visites de charité dans les hôpitaux, prisons, domicile des pauvres. En 1824, il est secrétaire de la Société catholique des Bons Livres, qui vise à diffuser les bonnes lectures dans les milieux populaires
La Société des Bonnes Études, profondément conservatrice dans son principe, contient cependant en germe tout le futur mouvement catholique libéral. Elle compte 43 membres. Mais les conférences accueillent un public beaucoup plus vaste, en particulier après la fusion du groupe d'élèves de Bailly de Surcy avec la Société des Bonnes Études. Ce succès est atteint bien que les femmes n'étaient pas acceptées. Les conférences, les Bonnes Études, répondent à un besoin des étudiants en fournissant un complément et en élargissant les connaissances au-delà des cours dispensés par l'Université.
Les positions favorables à l'Église et au roi ne vont pas manquer d'attirer les critiques sur Bailly de Surcy, et sur les Bonnes Études qui sont accusées dans différents textes parus en 1826 et les années suivantes, d'avoir un comportement sectaire, quasi « mafieux », réservant par exemple, les postes dirigeants aux anciens membres, ou encore « en lavant » les cerveaux des jeunes gens. La carrière et les prises de position ultérieures de certains anciens auditeurs, comme Alexis de Tocqueville, qui fréquente l'institution entre 1823 et 1826, et qui ne devient pas pour autant un légitimiste orthodoxe montre l'exagération de ces critiques. Bailly de Surcy pouvait jouer de son influence pour favoriser les souhaits de ses pensionnaires, mais dans certaines limites seulement et uniquement jusqu'en 1830.
En 1827, la Conférence de droit créée par Bailly en 1823 cesse son activité, elle s'intègre dans celle de même type dépendant de la Société des Bonnes Études, plus renommée que la sienne.
En 1828, le Ministère Jean-Baptiste de Martignac fait adopter par les chambres (Chambre des députés, Chambre des pairs), des mesures législatives anticléricales. La Congrégation décide de réagir. Elle s'associe avec d'autres mouvements catholiques et fédère en 1828, ses militants en une association qui, le 18 décembre 1830 prend le nom d'« Agence générale pour la défense de la liberté religieuse » puis d'« Association pour la défense de la religion catholique », dont le duc d'Havré, capitaine aux gardes du corps du roi, prend la présidence et Emmanuel Bailly de Surcy la vice-présidence,. L'association défend vigoureusement les intérêts catholiques et la liberté de l'enseignement, malgré les risques encourus. Le 11 mai 1831, Henri Lacordaire est expulsé de l'école libre qu'il a créée deux jours plus tôt avec Charles de Montalembert et Charles de Coux au 3 de la rue des Beaux-Arts à Paris. Bailly de Surcy est mis en cause avec les autres signataires du manifeste de l'association, mais au final, il n'est pas poursuivi.
La Société d'Études littéraires, quant à elle, après une période de forte activité entre 1824 et 1828, est en crise ouverte en 1829, et finalement dissoute après des séances agitées. Les tensions s'avèrent trop fortes entre la société traditionaliste et l'introduction par certains membres de thèmes libéraux.
En 1830, avec la Révolution de juillet, l'ensemble des Bonnes Études disparait. Par sa présence, Emmanuel Bailly de Surcy évite la mise à sac et le pillage des Bonnes Études. Mais celle-ci et l'internat de Bailly demeurent presque déserts, les familles craignant de renvoyer leurs fils à Paris. De plus, les Bonnes études étaient trop « marquées » pour pouvoir durer. À la fin de l'année 1830, la Société des Bonnes Études est officiellement liquidée.
Cependant, Bailly de Surcy, toujours associé à Levêque, rouvre son internat, qui va de nouveau se développer. Il reprend progressivement le cycle des conférences mais sans les référencer explicitement à l'ancienne société. En 1832, le préfet de police autorise officiellement la reprise des conférences, malgré la loi interdisant les réunions de plus de dix-neuf personnes. Elles diffèrent peu de leurs aînées au niveau de leur organisation et des grands thèmes abordés ; droit, médecine, littérature, histoire, comptabilité. Toutefois, elles s'avèrent moins brillantes et plus discrètes que par le passé, et Bailly de Surcy qui souhaite y faire passer des messages de propagande chrétienne a nettement plus de mal à y arriver du fait des étudiants beaucoup plus ouverts aux nouvelles idées souvent « subversives » : idées saint-simoniennes, républicaines, socialistes.
L'œuvre de Bailly de Surcy va connaitre un nouveau coup d'arrêt après quelques années : en 1838, la pension Bailly est en crise : Bailly de Surcy et Levêque rompent leur association datant de 1821. Il semble que Levêque supportait mal le fait que Mme Bailly de Surcy veuille de plus en plus prendre en charge la gestion matérielle de la pension, alors que son mari n'a plus le temps de s'en occuper pris par ses journaux, son imprimerie et les Conférences de Saint-Vincent de Paul. L'ancienne pension Lévêque et Bailly domiciliée au 11-13 rue des Fossés-Saint-Jacques, est supprimée en 1842. La nouvelle pension Bailly déménage rue Madame, dans un ancien hôtel de la famille Clermont-Tonnerre. Elle décline ensuite lentement et la Révolution de 1848 signe sa disparition.

## Imprimeur et journaliste
Bailly de Surcy, va estimer nécessaire en 1828 de soutenir les efforts des défenseurs des intérêts catholiques, par une revue littéraire et doctrinale qui pourrait servir d'organe de liaison et de correspondance entre les 1 800 membres de l'Association pour la défense de la religion catholique, répartis sur toute la France. La Congrégation fournit les fonds, il fait partie des fondateurs de Le Correspondant, périodique semi-hebdomadaire. En février 1829, il en rédige le prospectus avec Augustin Bonnetty. Le texte parait dans le numéro du 10 mars 1829. La rédaction du périodique est laissée à des jeunes membres de l'association comme Louis de Carné, Edmond de Cazalès.
La Révolution de juillet 1830 (Trois Glorieuses) amène divers changements : l'éclatement du bloc catholique, la Congrégation dissoute, la Société des études littéraires totalement modifiée, la pension Bailly partiellement ruinée. Pour éviter le risque de discussions sur les questions d'actualité, le groupe dirigeant le Correspondant se sépare le 31 août 1831.
Emmanuel Bailly remplace ce périodique par une Revue européenne mensuelle. Elle parait le 15 septembre 1831 et Bailly de Surcy joue un rôle central dans sa rédaction. Toutefois, le nombre d'abonnés reste limité, une centaine dans sa meilleure période, et la revue n'a qu'une existence éphémère. Elle est absorbée en 1836 par L'Université catholique de l'abbé Philippe Gerbet et Antoine de Salinis.
En octobre 1833, il acquiert une imprimerie place de la Sorbonne. Il va y éditer les premiers volumes de la Bibliothèque Universelle du Clergé, préparée par l'abbé Jacques-Paul Migne.
En même temps que la revue européenne, Bailly de Surcy avait fondé un journal catholique semi-quotidien La Tribune catholique, qu'il rédige quasiment seul, développant ses opinions sur le ton propre aux écrivains ascétiques du XVIIIe siècle. L'abbé Jacques-Paul Migne remarque cette publication et inscrit Bailly de Surcy parmi ses collaborateurs lorsqu'il fonde le 3 novembre 1833 le quotidien L'Univers. Lorsque deux ans plus tard, il s'intéresse moins à ce journal, il le propose à Bailly, qui l'achète, sans doute avec ses seuls moyens, et le relance en 1836 avec de nouveaux collaborateurs : l'abbé Foisset, Léon Boré, Edmond de Cazalès, Alexandre Guyard de Saint-Chéron, Henri de Bonald.
L'Univers est installé dans une vieille maison au 11 rue des Fossés-Saint-Jacques. Les locaux sont sombres et sales, les rédacteurs doivent se charger de balayer. Néanmoins, au début, la publication rencontre du succès : on y défend le catholicisme ultramontain et on y diffuse des idées libérales. Mais Bailly de Surcy gère mal son affaire : en 1839, le journal présente un déficit de 30 000 francs. Les autorités catholiques demandent au comte Charles de Montalembert de sauver la publication. Le comte, aidé de son beau-père Félix de Mérode pour un montant de 11 000 francs, accepte, emprunte pour acquitter les dettes du journal : le 29 mai 1839, il verse 40 000 francs à Bailly de Surcy, tout en se promettant de surveiller la rédaction. Le quotidien ne compte qu'un nombre limité d'abonnés (autour de 1000) et ne peut tenir. En décembre 1840, Montalembert réclame son argent, on ne peut le satisfaire et un procès a lieu. Montalembert qualifie Bailly de Surcy de « Tartuffe ». Il est question à un moment donné de lui retirer le contrôle du journal; cela n'a pas lieu pour ménager le « vénérable M. Bailly ». Finalement, l'affaire se résout. Louis Veuillot vient écrire dans le quotidien et le 31 janvier 1843 L'Univers fusionne avec l'Union catholique, journal financé par Eugène Taconet, enrichi dans la fourniture d'équipements militaires et pieux catholique. Taconet prend en charge la gestion, Louis Veuillot se charge de l'orientation du journal, Bailly de Surcy n'a bientôt plus rien à dire.
À  partir de ce moment, le déclin s'annonce. La famille Bailly ne conserve bientôt plus que l'imprimerie du 2, place de la Sorbonne. Elle en partage la direction à partir de 1850 avec un dénommé Divry.
Les dernières années de Bailly de Surcy se passent plus ou moins dans l'anonymat. Il meurt le 12 avril 1861 à Paris.

## Conférences de Saint-Vincent de Paul
Emmanuel Bailly de Surcy a joué un rôle dans la création des Conférences de Saint-Vincent de Paul mais cette action est sujette à controverses.
Dès 1825, en application des consignes données par la Congrégation, il encourage les jeunes gens présents dans sa pension à des visites de propagande catholique, morale et charitable. Frédéric Ozanam, considéré comme un de fondateurs des conférences de Saint-Vincent de Paul, fait partie de ce groupe. Arrivé à Paris en 1831, à 18 ans, il suit les conférences de Bailly de Surcy en droit et en histoire.
En 1829, lorsqu' est fondé le Correspondant, Bailly de Surcy cherche à doubler l'œuvre littéraire et philosophique du périodique par des œuvres pratiques. Il en discute avec le curé de l'église Saint-Étienne-du-Mont de Paris, lequel préconise d'enseigner le catéchisme aux enfants pauvres. Bailly de Surcy ne suit pas cet avis et préfère instituer des « conférences de charité » : on amène au domicile de familles choisies lors de conférences tenues au siège de La Tribune catholique des livres édifiants, de sages avis et des secours matériels. Les bénéfices réalisés par le semi-quotidien sont affectés à ces distributions : achats de livres, de vivres, de vêtements.
Les catholiques présents dans l'entourage de Bailly de Surcy, dont Frédéric Ozanam, visent également à répondre par des actions concrètes aux saint-simoniens qui leur répètent que la religion chrétienne a fait son temps.
La première réunion regroupe six étudiants autour d'Emmanuel Baiily de Surcy : Frédéric Ozanam, Auguste Le Tallandier, François Lallier, Paul Lamache, Félix Clavé, Jules Devaux. Elle se réunit en mai 1833 ou le 23 avril 1833. Emmanuel Bailly de Surcy est le premier président de la conférence. On retient le principe d'une réunion hebdomadaire, l'activité principale devant être la visite à domicile des pauvres. Une Fille de la charité de Saint Vincent de Paul, sœur Rosalie, les introduit dans les actions de bienfaisance déjà existantes dans le quartier. Le 4 février 1834, les conférences de charité se placent sous le patronage de Vincent de Paul, dont on connait la place particulière tenue dans la famille d'Emmanuel Bailly de Surcy.
À la fin de 1835, l'œuvre compte deux-cent-cinquante membres; Bailly de Surcy en rédige le règlement. Il imprime dans ses ateliers le bulletin de la Société. Les membres qui repartent en province après leurs études fondent localement des conférences dès 1835-1836. Les Conférences de Saint-Vincent de Paul essaiment ensuite de province à l'étranger.
La question de la participation des femmes a été tranchée dans le sens de leur exclusion, à la suite de divers incidents dont la femme du président a été la victime.
Bailly de Surcy dirige la société pendant neuf ans puis donne sa démission le 9 mai 1844 pour des motifs personnels. À cette date, la conférence de Saint-Vincent de Paul compte sept mille membres. Jules Gessin lui succède en tant que président.
Dès 1856, se met en place une sorte de coterie répandant le bruit que Bailly de Surcy n'est pas le fondateur des Conférences de Saint-Vincent de Paul. On essaye également de le faire dire par le principal intéressé. Depuis, on reconnait à Bailly de Surcy un rôle d'initiateur, le fait d'avoir été à l'origine de l'œuvre, Frédéric Ozanam étant considéré comme le fondateur.

## Œuvres
Emmanuel Bailly de Surcy est l'auteur de quelques ouvrages dont : 
- Vie de Saint-Vincent de Paul par un membre de la Société de Saint-Vincent de Paul, 1850, plusieurs éditions. Livre écrit sous couvert d'anonymat, destiné à l'usage des conférenciers[5].

## Fonds Bailly
Le fonds Bailly est conservé aux archives de la Maison Généralice des Augustins de l'Assomption à Rome.
Il contient plusieurs milliers de lettres de Bailly de Surcy ou de ses correspondants, ainsi que des cahiers, manuscrits, et autres documents constituant une masse de documents relatifs aux différentes activités de Bailly : les diverses conférences créées par lui, les maisons d'étudiants...